# Wikipedia in volapük
La Wikipedia in volapük (Vükiped Volapükik, spesso abbreviata in vo.wiki o in vo.wikipedia) è l'edizione ufficiale di Wikipedia nella lingua volapük. È una delle Wikipedie in una lingua artificiale; è stata creata a febbraio 2003.

## Storia
Tra giugno e settembre 2007, la Wikipedia in volapük è cresciuta molto rapidamente grazie ad un bot (SmeiraBot) che ha creato voci sui comuni italiani, francesi e statunitensi.
Il 7 settembre 2007 è diventata la 15ª Wikipedia a raggiungere il traguardo di 100.000 voci, superando anche edizioni in lingue molto più diffuse tra cui arabo, turco, indonesiano, coreano, vietnamita e danese.
Partendo nel mese di giugno da appena 5000 articoli, è arrivata oltre i 110.000 articoli nel novembre dello stesso anno, superando persino la Wikipedia in esperanto e divenendo la più grande Wikipedia in una lingua artificiale.
Questa crescita impetuosa dell'edizione in volapük ha ricevuto una significativa copertura mediatica.
La sua rapida crescita ha portato, il 21 settembre 2007, ad una prima proposta di cancellazione dell'edizione linguistica, proposta respinta il successivo 6 novembre, e successivamente alla proposta di cancellare le voci create via bot e di trasferire le voci rimanenti su Wikimedia Incubator; anche questa proposta è stata respinta il 28 gennaio 2008.
Le voci create via bot sono state cancellate massivamente tra la metà di luglio e i primi di settembre 2022, riducendo il numero di voci da oltre 120.000 a poco più di 30.000.

## Statistiche
La Wikipedia in volapük ha 43 979 voci, 161 331 pagine, 38 549 utenti registrati di cui 31 attivi, 2 amministratori e una "profondità" (depth) di 146 (al 9 agosto 2025).
È la 109ª Wikipedia per numero di voci (al 14 ottobre 2024).

## Cronologia
- 13 dicembre 2006 — supera le 1000 voci
- 16 giugno 2007 — supera le 10.000 voci
- 22 agosto 2007 — supera le 50.000 voci
- 7 settembre 2007 — supera le 100.000 voci ed è la 15ª Wikipedia per numero di voci
- 30 luglio 2022 – a seguito di cancellazioni massive torna sotto le 100.000 voci e diventa la 71ª Wikipedia per numero di voci
- 12 agosto 2022 – torna sotto le 50.000 voci